# Hs 132轟炸機
亨舍爾Hs 132（德語：Henschel Hs 132）是第二次世界大戰後期納粹德國空軍研製的一款俯衝轟炸機與攔截機，從未投入服役。該機具有像He 162一樣的一具機背噴射引擎和獨特的俯臥式駕駛座。大戰末期，蘇聯紅軍佔領了其研製的工廠，留於該處的Hs 132 V1機已接近試飛階段、而V2機與V3機則分別約80%與75%完成。

## 設計與發展
該機有著特別的設計來減低機動戰鬥中G力的影響，雖然一些飛機也試驗了這種佈局，如霍頓IIIf也有著俯臥式是駕駛座，但這主要是為了減低高性能的滑翔機之阻力，如DFS 228偵查滑翔機不但採用了俯臥式操作的設計，還使用密封式駕駛艙來提昇操縱性。但直到柏林B9雙活塞引擎被製造出來，才能將提高G力負荷的該機用於更深入的研發試驗上。
1943年春季開始時，以搭載柏林B9雙活塞引擎的飛機實驗證明，駕駛員於飛行時俯臥是可行的，同時也能提昇自己的負荷能力。然而，試驗也顯示出駕駛員於此狀態飛行時，視野會被局限於前方與後方，因此它們只能以自身較快的速度來對付特定的機種，包括轟炸機、戰鬥機和攔截機等。在以此為研究基礎下，德國於戰爭後期設計了一些以B9為動力的俯臥式飛機。此設計不僅提昇了對G力的負荷能力，還減少了飛機的迎風面積。
根據計算，德國的攔截機起飛攻擊美國陸軍航空軍的B-17轟炸機，在全機的部份裡迎風面積的部份被它的防禦機砲擊中最多次。

## 起源
Hs 132源於1943年2月18日，帝國航空部下令設計一種單座攻擊機來對付預計即將入侵歐洲大陸的盟軍。單發活塞引擎在此時的需求量仍極大，但實際上其性能需求早已被噴射引擎所取代。亨舍爾將其設計交付到帝國航空部，並於1944年4、5月批准，也同時進行著此佈局在風洞中的試驗。這種飛機具有短短的雪茄型機身、位於機身中央的短機翼、相當大的水平尾翼和末端的兩座圓型方向舵。BMW 003引擎被裝設於機背，可能是為了能快速投入服役才如此設計。雙圓形方向舵的佈局則使噴射引擎的廢棄排放暢通。駕駛艙與機身呈完全的流線型以及橢圓型機鼻，後方還有一片裝甲玻璃板。Hs 132的設計與當時的He 162戰鬥機極為相似。
基本型的A型機除了掛載500公矜重的炸彈外，沒有任何武裝。該機之後從敵艦開火距離外進行小角度的俯衝，研發到了俯衝時速達910公里，駕駛員快速地朝目標仍下炸彈而揚長而去的性能，該機從俯衝拉到水平狀態時必須承受12G的壓力，先進的電子計算投彈瞄準器也未即時交付給該機。後來Hs 132從基本款衍生出了其他型號，包括Hs 132B：使用的是容克斯的Jumo 004引擎，替換了原先的BMW 003，並增加了2門20公釐MG 151/20機砲；HS 132C為大幅改良後的型號，包括提昇了炸彈載荷量、更大的亨克爾HeS 011引擎、2門20公釐MG 151/20與2門30公釐MK 103或MK 108機砲。Hs 132D則是增加了翼展長度的型號。
1944年5月，6架Hs 132原型機的訂單被批准，於1945年3月開始生產。Hs 132V1預計於1945年6月進行試飛，但其已完成的機翼與機身還未組裝，而俄國軍隊於1945年5月繳獲了完整的機身，機翼則還未從法國的工廠內移出。

## 變形
Hs 132A俯衝轟炸機
BMW 003渦噴發動機、1枚500公斤炸彈
Hs 132B攔截機
Jumo 004渦噴發動機、1枚500公斤炸彈和2×20公釐MG 151機砲
Hs 132C攻擊機
He S 011渦噴發動機、1枚500公斤炸彈、2×20公釐MG 151機砲和2×30公釐MK 103機砲
Hs 132D
增加翼展長度至9.1公尺的型號

## 性能諸元（Hs 132A）
基本信息
- 机组：1

性能
武器

- 超過500公斤（1,100磅）的一座掛架。

## 資料來源
1. ↑  .   [2010-08-18]. （原始内容存档于2008-01-11）.
2. ↑  .   [2010-08-18]. （原始内容存档于2010-03-09）.
3. 1 2  .   [2010-08-18]. （原始内容存档于2010-11-12）.
4. ↑  .   [2010-08-18]. （原始内容存档于2014-10-18）.